# Art Style
Art Style est une série de jeux vidéo de réflexion développée par Skip (à l'exception d'Intersect développé par Q-Games) et éditée par Nintendo.
Cette série fonctionne sur le même principe que la série bit Generations sur Game Boy Advance. Les jeux proposent des graphismes minimalistes et sont vendus à petit prix.

## Titres
| Nom              | Nom             | Nom             | Plate-forme | Version bit Generations |
| Amérique du Nord | Japon           | Europe          | Plate-forme | Version bit Generations |
| ---------------- | --------------- | --------------- | ----------- | ----------------------- |
| Aquia            | Aquario         | Aquite          | DSiWare     | N/A                     |
| Base 10          | Decode          | Code            | DSiWare     | N/A                     |
| Boxlife          | Hacolife        | Boxlife         | DSiWare     | N/A                     |
| Cubello          | Cubeleo         | Cubello         | WiiWare     | N/A                     |
| Digidrive        | Digidrive       | Intersect       | DSiWare     | Digidrive               |
| Light Trax       | Lightstream     | Light Trax      | WiiWare     | Dotstream               |
| Orbient          | Orbital         | Orbient         | WiiWare     | Orbital                 |
| Pictobits        | Picopict        | Picopict        | DSiWare     | N/A                     |
| Precipice        | nalaku          | Kubos           | DSiWare     | N/A                     |
| Rotohex          | Dialhex         | Rotohex         | WiiWare     | Dialhex                 |
| Rotozoa          | Penta Tentacles | Penta Tentacles | WiiWare     | N/A                     |
| Zengage          | Somnium         | Nemrem          | DSiWare     | N/A                     |

## Accueil
Dans une liste des meilleurs jeux de la plate-forme WiiWare établie le 19 juillet 2011, IGN classe les jeux de la série Art Style en quatrième position.